# Lampranthus francesiae
Lampranthus francesiae är en isörtsväxtart som beskrevs av H.R.K. Hartmann. Lampranthus francesiae ingår i släktet Lampranthus och familjen isörtsväxter. Inga underarter finns listade i Catalogue of Life.